# Diócesis de Trebinje-Marcana
La diócesis de Trebinje-Marcana (en latín: Dioecesis Tribunien(sis)-Marcanen(sis) y en croata: Trebinjsko-mrkanska biskupija) es una circunscripción eclesiástica latina de la Iglesia católica en Bosnia y Herzegovina, sufragánea de la arquidiócesis de Sarajevo. La diócesis es sede vacante desde el 30 de mayo de 1819.

## Territorio y organización
La diócesis extiende su jurisdicción sobre los fieles católicos de rito latino residentes en la parte sur de la región de Trebinje en la República Srpska y la parte sur del cantón de Herzegovina-Neretva en la Federación de Bosnia y Herzegovina. La diócesis de Marcana se extendía originalmente sobre un grupo de tres islas deshabitadas en el mar Adriático, incluida la isla de Marcana o Mrkan; todas, incluida la propia Marcana, se encuentran hoy fuera del territorio diocesano, en la diócesis de Dubrovnik en Croacia.
La sede de la diócesis se encuentra en la ciudad de Trebinje, en donde se halla la Catedral de la Natividad de la Virgen María. 
Existen 14 parroquias agrupadas en dos decanatos, uno en Trebinje y otro en Stolac.

## Historia
La diócesis de Trebinje fue erigida en el siglo X y su primera mención conocida fue durante el pontificado del papa Gregorio V (996-999). En 1061 se convirtió en sufragánea de la arquidiócesis de Bar, pero en el mismo siglo pasó a formar parte de la provincia eclesiástica de la arquidiócesis de Ragusa (hoy diócesis de Dubrovnik). En ese momento la diócesis de Trebinje abarcaba el territorio de Trebinje, Konavle y Dračevice y su catedral era la iglesia de San Miguel Arcángel en Trebinje. En 1240/1242 la zona fue destruida por los mongoles y el obispo se refugió en la ciudad de Dubrovnik (o Ragusa), que estaba sitiada por los mongoles.
En 1252, cuando estos territorios quedaron bajo el dominio del rey ortodoxo Esteban Uroš I de Serbia, el obispo Salvio fue expulsado del territorio diocesano. Al principio, encontró un refugio en la República de Ragusa, y se le dio el cuidado del monasterio benedictino de Santa María en la isla de Lokrum, en donde fue monje antes de ser obispo. En 1276 el papa Juan XXI lo nombró arzobispo de Dubrovnik. La sede quedó vacante y los reyes serbios impidieron el nombramiento de otro obispo, por lo que el cuidado de la diócesis fue dado al obispo de Kotor.
La República de Ragusa en 1284 entregó tres islotes de la familia noble Theophilis al obispo de Trebinje: Marcana, Bobara y Supetar, y la península de Molunat perteneciente al ayuntamiento de Ragusa. Marcana es un islote de 0.197 km², ubicado a lo largo de la costa del Adriático, 18 km al sureste de Dubrovnik y frente a la ciudad croata de Cavtat, entonces sede del monasterio benedictino de San Miguel. En 1322 el obispo Nicolás fue el primero en usar el título de Trebinje y Marcana. En 1344 el papa Clemente VI trasladó al obispo Bonifacio de Trebinje-Marcana a Šibenik, la diócesis quedó vacante y los siguientes obispos fueron titulares durante el resto del siglo XIV.
La Basílica de la Santísima Virgen María en Marcana fue abandonada por los benedictinos en el siglo XIII, y en 1377 por los obispos de Trebinje, mientras que la isla de Marcana y las islas vecinas quedaron deshabitadas. Aunque se encuentra fuera del territorio de su propia diócesis, el título se unió en 1391 a Trebinje y se conserva hasta el día de hoy. Un documento de la Santa Sede del 3 de octubre de 1425, que menciona al obispo Dominik como elegido obispo de las diócesis unificadas de Trebinje y Marcana, así como documentos posteriores, atestiguan que se trataba de dos diócesis, canónicamente unificadas, y que fueron consideradas por la Santa Sede como tal. La misma unión fue confirmada el 19 de marzo de 1463 por el papa Pío II y nuevamente el 17 de diciembre de 1482 por el papa Sixto IV. 
En 1482, junto con el resto de Herzegovina, Trebinje fue conquistada por el otomano. La inmigración de los otomanos a Bosnia resultó en muchas mezquitas y un aumento de las conversiones de la población cristiana al islam, lo que significó que Bosnia disfrutara de un estatus especial en el Imperio otomano debido a la mayor proporción de musulmanes en la población. La población católica se convirtió en parte a la ortodoxia y en parte al islam. En el período otomano, la mayoría de los obispos gobernaban su diócesis desde la ciudad fortificada y segura de Dubrovnik. 
Después del Concilio de Trento (1545-1563) que confirmó la obligación de tener una residencia episcopal en el territorio de la diócesis y las reformas realizadas por el papa Sixto V de 1585 a 1590, los obispos de Trebinje-Marcana utilizaron la isla de Marcana como su residencia. El obispo Šimun Menčetić al enviar un informe a Roma sobre su diócesis en 1588, se refirió a sí mismo solo como el obispo de Marcana e informó solo sobre la diócesis de Marcana. Su sucesor, por otro lado, el obispo Ambrozije Gučetić envió un informe sobre ambas diócesis en 1610 y se autodenominó el obispo de Trebinje-Marcana. A partir de 1600 la diócesis pasó a tener dos parroquias: Gradac y Ravno.
Nikolaj Ferrich fue el último obispo de Trebinje-Marcana. Después de su muerte el 30 de mayo de 1819, la diócesis quedó bajo la autoridad directa de la Santa Sede, la Propaganda Fide, y un miembro del cabildo de la Catedral de Dubrovnik fue instalado como delegado apostólico hasta 1839.
El 30 de septiembre de 1839, después de unos veinte años de vacancia, el papa Gregorio XVI con la bula Apostolici muneris confió la diócesis en administración perpetua a los obispos de Dubrovnik.
En 1858 la diócesis se extendía sobre un área de 3861 km² y contaba con unos 8560 católicos.
En 1878, después de la victoria rusa sobre los otomanos, el Congreso de Berlín colocó las provincias otomanas de Bosnia y Herzegovina bajo la administración del Imperio austrohúngaro, cuya anexión formal se produjo en 1908. 
El papa León XIII con la bula Ex hac augusta del 5 de julio de 1881 estableció la metrópolis de Sarajevo, pasando la diócesis de Trebinje-Marcana a ser una de sus sufragáneas. La bula menciona que la diócesis de Marcana y Trebinje (Mercanensis et Tribuniensis) mantendrá intactas sus fronteras, así como el número de parroquias que ahora están bajo la jurisdicción del obispo administrador. Las parroquias existentes entonces: Dubrave, Gradac, Hrasno, Klepci, Ravno, Stolac y Trebinje.
El 8 de julio de 1890, en virtud de la bula Paterna illa del papa León XIII, la diócesis de Trebinje-Marcana fue entregada en administración perpetua a los obispos de Mostar-Duvno y al mismo tiempo sufragánea de Vrhbosna (o Sarajevo). En 1891 se cambió la frontera entre la diócesis de Mostar-Duvno y la diócesis de Trebinje-Marcana, lo que fue confirmado por el papa el 24 de marzo de 1891. De esta forma los distritos de Nevesinje, Kalinovik, Foča, Rudo y Čajniče quedaron para Mostar-Duvno, mientras que Stolac, Ljubinje, Bileća y Gacko lo fueron para Trebinje-Marcana.
En 1918 Bosnia pasó a integrarse al Reino de los Serbios, Croatas y Eslovenos (luego Yugoslavia). Tras el fin de la Segunda Guerra Mundial y el establecimiento del comunismo en Yugoslavia, en 1948 el administrador apostólico Petar Čula fue condenado a 11 años y medio de prisión.
En 1984 la iglesia de la Natividad de María en Trebinje fue declarada catedral.
Tras el fin del comunismo en Yugoslavia en 1990 y la independencia de Bosnia y Herzegovina el 2 de marzo de 1992 estalló la guerra de Bosnia, que produjo una limpieza étnica y la división de la diócesis entre la República Srpska y la Federación de Bosnia y Herzegovina.

## Episcopologio

### Obispos de Trebinje
- Anónimo † (?-23 de mayo de 1250 falleció)
- Salvio † (antes de 1268-5 de diciembre de 1276 nombrado arzobispo de Ragusa)
- Niccolò, O.F.M. † (mencionado en 1322)
- Bonifacio † (?-6 de febrero de 1344 nombrado obispo de Šibenik)
- Giovanni de Mobili, O.Cist. † (20 de junio de 1345-? falleció)
- Giovanni de Rupella, O.Carm. † (18 de mayo de 1349-13 de mayo de 1351 nombrado obispo de Potenza)
- Matthias Hohenmaut, O.Cist. † (31 de julio de 1355-? falleció)
- Nikolaus von Paden, O.E.S.A. † (29 de octubre de 1371-?)
- Johannes †

### Obispos de Trebinje y Marcana
- Jacobus † (11 de julio de 1391-?)
- Joannes Masdrach, O.P. † (17 de diciembre de 1417-? falleció)
- Domenico da Ragusa, O.P. † (4 de julio de 1425-? falleció)
- Michele Natale † (6 de agosto de 1436-? falleció)
- Biagio, O.P. † (20 de octubre de 1464-?)
- Donato de Giorgi, O.P. † (17 de diciembre de 1481-? falleció)
- Giorgio, O.S.B. † (19 de julio de 1493-1513 falleció)
- Agostino de Nabe, O.P. † (6 de marzo de 1514-? falleció)
- Francesco Pozzo, O.P. † (28 de febrero de 1528-? falleció)
- Tommaso Cervino, O.P. † (16 de noviembre de 1532-2 de diciembre de 1541 nombrado obispo de Stagno)
- Giacomo Luccari, O.F.M. † (20 de julio de 1563-? falleció)
- Simeone Metis † (3 de octubre de 1575-? falleció)
- Tommaso Nadal † (25 de octubre de 1606-? falleció)
- Ambrogio Gozzeo † (15 de junio de 1609-23 de marzo de 1615 nombrado obispo de Stagno)
- Crisostomo Antichi † (2 o 16 de diciembre de 1615-? falleció)
- Savino Florian, O.F.M. † (16 de septiembre de 1647-diciembre de 1661 falleció)
- Scipione de Martinis † (9 de abril de 1663-31 de diciembre de 1668 renunció)
- Antonio Primi, O.F.M. † (15 de julio de 1669-1702 falleció)
- Antonio Righi † (16 de julio de 1703-12 de febrero de 1727 renunció)
- Francesco Girolamo Bona † (17 de marzo de 1727-18 de julio de 1731 nombrado arzobispo titular de Cartago)
- Sigismondo Tudisi † (2 de septiembre de 1733-junio de 1760 falleció)
- Anselmo (Nicolò) Cattich, O.F.M. † (15 de diciembre de 1760-24 de enero de 1792 falleció)
- Nikolaj Ferrich † (26 de marzo de 1792-30 de mayo de 1819 falleció)
  - Sede vacante (1819-1839)
  - Sede administrada por los obispos de Ragusa (1839-1890)
  - Sede administrada por los obispos de Mostar-Duvno desde 1890

## Estadísticas
De acuerdo al Anuario Pontificio 2020 la diócesis de Trebinje-Marcana en conjunto con la diócesis de Mostar-Duvno tenía a fines de 2019 un total de 189 933 fieles bautizados.
| Año                                                                             | Población            | Población | Población      | Sacerdotes | Sacerdotes    | Sacerdotes    | Bautizados por sacerdote | Diáconos permanentes | Religiosos | Religiosos | Parroquias |
| Año                                                                             | Bautizados católicos | Total     | % de católicos | Total      | Clero secular | Clero regular | Bautizados por sacerdote | Diáconos permanentes | Varones    | Mujeres    | Parroquias |
| ------------------------------------------------------------------------------- | -------------------- | --------- | -------------- | ---------- | ------------- | ------------- | ------------------------ | -------------------- | ---------- | ---------- | ---------- |
| 1950                                                                            | 180 000              | 300 000   | 60.0           | 76         | 16            | 60            | 2368                     |                      | 60         | 40         | 60         |
| 1970                                                                            | 202 376              | 495 000   | 40.9           | 141        | 38            | 103           | 1435                     |                      | 156        | 130        | 66         |
| 1980                                                                            | 201 600              | 464 346   | 43.4           | 199        | 53            | 146           | 1013                     |                      | 172        | 164        | 74         |
| 1990                                                                            | 208 000              | 502 000   | 41.4           | 189        | 62            | 127           | 1100                     |                      | 164        | 189        | 77         |
| 1999                                                                            | 191 998              | 481 445   | 39.9           | 167        | 53            | 114           | 1149                     | 1                    | 145        | 188        | 81         |
| 2000                                                                            | 193 908              | 481 445   | 40.3           | 168        | 53            | 115           | 1154                     | 1                    | 134        | 178        | 81         |
| 2001                                                                            | 194 344              | 481 445   | 40.4           | 168        | 54            | 114           | 1156                     | 1                    | 134        | 173        | 81         |
| 2002                                                                            | 197 872              | 481 445   | 41.1           | 177        | 72            | 105           | 1117                     |                      | 124        | 184        | 81         |
| 2003                                                                            | 203 805              | 481 448   | 42.3           | 163        | 53            | 110           | 1250                     | 1                    | 133        | 171        | 81         |
| 2004                                                                            | 208 226              | 481 445   | 43.3           | 229        | 103           | 126           | 909                      | 1                    | 146        | 171        | 81         |
| 2013                                                                            | 211 600              | 481 400   | 44.0           | 186        | 72            | 114           | 1137                     |                      | 142        | 199        | 82         |
| 2016                                                                            | 197 656              | 454 505   | 43.5           | 188        | 73            | 115           | 1051                     |                      | 162        | 194        | 82         |
| 2019                                                                            | 189 933              | 454 000   | 41.8           | 186        | 71            | 115           | 1021                     |                      | 173        | 191        | 82         |
| Fuente: Catholic-Hierarchy, que a su vez toma los datos del Anuario Pontificio. |                      |           |                |            |               |               |                          |                      |            |            |            |

De acuerdo a fuentes de la Iglesia católica bosnia, en 2017 la diócesis de Trebinje-Marcana tenía 18 578 fieles bautizados y se habían producido 185 bautismos, 297 decesos y 103 matrimonios.